# Getronics

Logo usato in passato

Getronics è una compagnia informatica olandese, con sedi in svariati paesi del mondo, che gestisce sistemi tecnologici come software e hardware garantendo supporto di sviluppo per qualsiasi compagnia abbia bisogno di appoggio informatico.
La compagnia offre soluzioni ICT per le aziende. La società fa capo a Klaas Wagenaar (Chairman e CEO), Kevin Roche (vice presidente) e Aart Klompe (vice presidente esecutivo).
La Getronics ha origini stabilite nel 1887 in Olanda come fornitrice ed installatrice di componenti elettrici e industriali, successivamente sviluppatasi nel settore informatico dopo la metà nel ventesimo secolo per fornire metodi operazionali di software ad aziende di ogni tipo come ad esempio la De Nederlandsche Bank (DNB), Visa - Rapid Response with CARE, Vodafone, Votorantim Cellulose & Paper, Makro - MBS 2000 ed altre.
Da ottobre 2007 la Getronics è sussidiaria della Koninklijke KPN NV.
La filiale italiana della Getronics entra in una crisi finanziaria nel 2003 sotto l'amministrazione di Roberto Schisano, che la porterà, nel giugno 2006, ad essere acquisita da Eutelia S.p.A. sotto la nuova ragione sociale Eunics S.p.A.